# Nogometna reprezentacija Salomonskih Otoka
Nogometna reprezentacija Solomonskih Otoka je nacionalni nogometni sastav Solomonskih Otoka, kojim upravlja Nogometni savez Solomonskih Otoka.

## OFC Kup nacija
- 1973. 	– nisu se natjecali
- 1980. 	– grupna faza	8.
- 1996. 	– polufinale 	3.
- 1998. 	– nisu se kvalificirali
- 2000. 	– polufinale 	3.
- 2002. 	– grupna faza	6.
- 2004. 	– finale 	2.
- 2008. 	– nisu se kvalificirali
- 2012. 	– poluzavršnica	4.

## Južnopacifičke igre
- 1963. – 4.
- 1966. – prvo kolo
- 1969. – 6.
- 1971. – nisu se plasirali
- 1975. – 3.
- 1979. – 3.
- 1983. – prvo kolo
- 1987. – nisu se plasirali
- 1991. – 2.
- 1995. – 2.
- 2003. – prvo kolo
- 2007. – 4.
- 2011. – 2.

## Vanjske poveznice
- Nogometni savez Solomonskih Otoka